# Реция

Реция как провинция Римской империи в 117 г.

Ре́ция  (Ре́тия; лат. Raetia, романш. Rhaetia), с Винделицией, —  пограничная провинция Римской империи, c центром в Аугсбурге (Augusta Vindelicorum). Располагалась на территориях современной южной Германии (Баден, Бавария), восточной Швейцарии, западной Австрии (Тироль) и северной Италии (Ломбардия).

## География
К северу от провинции жили древние германцы. К западу располагалась Гельвеция, а к востоку — Норик. На юге Реция граничила с Транспаданской Галлией. 

## Название
Главная масса ретийцев (лат. Raeti, др.-греч. Ραιτοί, то есть «горцы», от кельтск. raiti), родственных, по всей вероятности, италийским расеннам или этрускам, занимала горную страну между Нориком, Гельвецией, Сен-Готардом, Боденским озером и долиной реки Инн, распадаясь на племена камунов, ленонтиов, веностов, бриксентов, мезиатов, эвганеев, тридентинцев и др. Севернее от них жили винделики. Население Реции занималось скотоводством, виноделием и отчасти земледелием.

## История
В 15 году до н. э. римское правительство решило обезопасить северную границу Италии. Пасынки Августа, Тиберий и Децим Клавдий Нерон (первый из них — через Гельвецию, второй — из Италии, вверх по долине реки Адиджи), вторглись в Рецию и в один летний поход покончили с отчаянно защищавшимися, но действовавшими без общего плана племенами. Множество людей было перебито и продано в рабство; в видах романизации края часть оставшегося населения выселили и заменили надёжными колонистами. Тогда же были проложены важнейшие в торговом и стратегическом отношениях дороги, соединявшие главные пункты Северной Италии с Верхним Дунаем, Боденским озером и Восточной Швейцарией. 
Центром римского управления и культуры стал город Аугсбург на Лехе, где сходились дороги из Италии. Одна из них шла от Нового Кома на Киавенну и Кур до Бриганции на Боденском озере, а оттуда в Аугсбург; другая — из Аквилеи через Карнийские Альпы до Вельдидены (Вильден) на реке Инн в Реции; здесь с ней встречалась третья, самая значительная дорога из Вероны на Триент, вверх по долине реки Адиджи, затем Бреннером, долиной Инна и Баварскими Альпами до Вельдидены и Аугсбурга. Эта дорога в 47 году была окончена императором Клавдием и продлена до Верхнего Дуная; по его имени она стала называться Via Claudia. Примерно в 70 году из жителей Реции была набрана I конная когорта ретов.
Реция управлялась чиновниками невысокого ранга, подчинёнными императору: сильный отряд, занимавший провинцию и охранявший сообщения Италии с севером, опасно было поручать человеку из сенатской «партии». Реция делилась в административном отношении на Raetia prima, то есть собственно Рецию, и на Raetia secunda, или Винделицию. Главные города первой — Curia Raetorum, Tridentum, Clavenna, Bilitia, Bauzânum.
Горный массив Ретикон получил свое название от Реции.